# Merle Park
Dame Merle Park (Harare, 8 ottobre 1937) è un'ex ballerina britannica.

## Biografia
Merle Park nacque a Salisbury, oggi Harare, nella Rhodesia Meridionale, all'epoca colonia britannica. Nel 1951 la famiglia Park si trasferì nel Regno Unito e Merle, che aveva cominciato a danzare durante l'infanzia, proseguì con gli studi all'Elmhurst School for Dance. Nel 1954 iniziò a studiare alla Sadler's Wells Ballet School e sei mesi più tardi di unì al corps de ballet di quello che sarebbe diventato il Royal Ballet.
Fece il suo debutto alla Royal Opera House nel 1946, danzando come un topolino ne La bella addormentata. All'età di diciannove anni danzò un ruolo di rilievo nel Façade di Frederick Ashton e poco dopo fu "scoperta" dalla critica dopo una performance come principessa Florina ne La bella addormentata. Promossa solista nel 1958, danzò come Swanhilde in Coppélia e come protagonista di Pineapple Poll di John Cranko. Promossa a ballerina principale nel 1962 danzò tutti i principali ruoli femminili nel repertorio della compagnia.
Nel 1968 fu scelta come Clara ne Lo schiaccianoci di Rudol'f Nureev, danzando accanto allo stesso flying tartar. La critica apprezzò la sua tecninca raffinata, il fascino e le doti di attrice, che sfruttò pienamente per interpretare Giselle, Cenerentola e Aurora ne La bella addormentata. Danzò il ruolo di Giselle per più repliche di qualunque altra ballerina del Royal Ballet e nel 1973 fu Odette e Odile ne Il lago dei cigni. Apprezzata interprete dell'opera di Frederick Ashton, fu un'applaudita Lise ne La Fille mal gardée e Titania in The Dream; altrettanto acclamate furono le sue performance in Symphonic Variations e La Bayadère. Ottenne successi anche nelle coreografie di Kenneth MacMillan, danzando con successo i ruoli da protagonista in Romeo e Giulietta e L'histoire de Manon. Oltre alle numerose rappresentazioni a Covent Garden, Merle Park danzò con il Royal Ballet in numerose tournée internazionali, danzando come partner di ballerini come Rudol'f Nureev, Anthony Dowell e Michail Baryšnikov. Nei suoi ultimi anni prima del ritirno dalle scene ottenne successi in Mayerling (1978), Isadora (1981) e Voices of Spring (1983).
Nel 1977, quando danzava ancora a Covent Garden, aprì una propria scuola di danza a Londra. Nel 1983 fu nominata direttrice della Royal Ballet School. Fu sposata due volte: dal primo marito James Monahan ebbe un figlio, mentre dopo il divorzio nel 1970 si risposò con Sidney Bloch, di cui rimase vedova nel 2000.

## Ruoli creati
- Ombra in Kingdom of the Shades, coreografie di Rudol'f Nureev, musiche di Ludwig Minkus (1963)
- Celestial in Shadowplay, coreografie di Antony Tudor, musiche di Charles Koechlin (1967)
- Tuesday in Jazz Calendar, coreografie di Frederick Ashton, musiche di Richard Rodney Bennett (1968)
- Clara ne Lo schiaccianoci, coreografia di Rudol'f Nureev, musiche di Pëtr Il'ič Čajkovskij (1968)
- Ballerina principale nel pas de trois in The Walk to the Paradise Garden, coreografie di Frederick Ashton, musiche di Frederick Delius (1972)
- "Stop Time Rag" e "Bethena, a Concert Waltz" in Elite Syncopations, coreografie di Kenneth MacMillan, music by Scott Joplin (1974)
- Lulu in Lulu, coreografie di Jack Carter, musiche di Darius Milhaud (1976)
- Contessa Marie Larish in Mayerling, coreografie di Kenneth MacMillan, musiche di Franz Liszt (1978)
- Ballerina principale in La Fin du Jour, coreografie di Kenneth MacMillan, musiche di Maurice Ravel (1979)
- Ballerina principale in Adieu, coreografie di David Bintley, musiche di Andrzej Panufnik (1980)
- Isadora in Isadora, coreografie di Kenneth MacMillan, musiche di Richard Rodney Bennett (1981)
- Ballerina nel pas de deux in Voices of Spring, coreografie di Frederick Ashton, musichw di Johann Strauss (1983)